# 聖托馬斯低地區
聖托馬斯低地區是聖基茨和尼維斯的14個區之一，位於尼維斯島西北部，北面和西面是加勒比海，東毗聖詹姆斯溫沃德區，南接聖保羅查爾斯敦區，首府設於科顿格朗德，面積18平方公里，2001年人口2,035，人口密度每平方公里113.06人。